# Зехра Билир
Зехра Билир (на турски: Zehra Bilir), с рождено име Елиз Сурхантакян, е турска народна певица от арменски етнически произход.

## Биография
Родена е в град Арапгир, Османска империя през 1913 година. Балерина е през 1930-те години.
За първи път нейният глас е чут по радиото през 1943 г., а участва на сцената за първи път през 1944 г.
Умира на 94-годишна възраст в Истанбул.